# Kelly Murphy
Kelly Murphy, född 20 oktober 1989 i Joliet i Illinois, är en amerikansk volleybollspelare. Murphy blev olympisk bronsmedaljör i volleyboll vid sommarspelen 2016 i Rio de Janeiro.